# ألكساندر ميخيا
ألكساندر ميخيا سابالزا (بالإسبانية: Alexander Mejía Sabalza) (ولد في 11 يوليو 1988 في بارانكويلا) لاعب كرة قدم دولي كولومبي يلعب حاليا لصالح نادي أتليتيكو ناسيونال في خط الوسط منذ 2012.